# ورنس، تارن-ا-گارون
ورنس، تارن-ا-گارون (به فرانسوی: Varennes, Tarn-et-Garonne) یک کامین در فرانسه است که در Canton of Villebrumier واقع شده‌است.

## خصوصیات
ورنس ۱۴٫۷۶ کیلومترمربع مساحت و ۵۳۷ نفر جمعیت دارد و ۲۰۶ متر بالاتر از سطح دریا واقع شده‌است.